# Paulo Porto
Paulo Porto (Muriaé, 1º settembre 1917 – Rio de Janeiro, 3 luglio 1999) è stato un attore, regista e produttore cinematografico brasiliano.

## Biografia
Paulo Porto esordì nei radiodrammi, per poi passare al palcoscenico, dove eccelse come attore scespiriano (in particolare fu un ottimo Romeo). Dal 1947 si impegnò nel cinema, lavorando spesso in film tratti dalle pièces di Nelson Rodrigues nei ruoli da protagonista, come Ogni nudità sarà proibita e O Casamento, entrambi diretti da Arnaldo Jabor.
Di alcuni lungometraggi fu anche regista e/o produttore. Un suo film, Em Família , fu premiato al  Festival cinematografico internazionale di Mosca 1971.
Partecipò inoltre a qualche telenovela, tra cui Brillante.
Morì nel 1999 a Rio de Janeiro. 

## Filmografia

### Cinema
- Asas do Brasil, regia di Moacyr Fenelon (1947)
- Inconfidência Mineira, regia di Carmen Santos (1948)
- O Homem que Passa, regia di Moacyr Fenelon (1949)
- Dominó Negro, regia di Moacyr Fenelon (1949)
- Milagre de Amor, regia di Moacyr Fenelon (1951)
- Um Ramo para Luíza, regia di J. B. Tanko (1965)
- Fome de Amor, regia di Nelson Pereira dos Santos (1968)
- Roberto Carlos e o Diamante Cor-de-Rosa, regia di Roberto Farias (1968)
- O Bravo Guerreiro, regia di Gustavo Dahl (1968)
- A Penúltima Donzela, regia di Fernando Amaral (1969)
- Os Herdeiros, regia di Carlos Diegues (1970)
- Pra Quem Fica, Tchau, regia di Reginaldo Faria (1971)
- Em Família, regia di Paulo Porto (1971)
- Como Ganhar na Loteria sem Perder a Esportiva, regia di J. B. Tanko (1971)
- Ogni nudità sarà proibita (Toda Nudez Será Castigada), regia di Arnaldo Jabor (1973)
- Os primeiros Momentos, regia di Pedro Camargo (1973)
- O Casamento, regia di Arnaldo Jabor (1975)
- Fim de Festa, regia di Paulo Porto (1978)
- A Noiva da Cidade, regia di Alex Viany (1978)
- As Borboletas Também Amam, regia di J. B. Tanko (1979)
- Avanti Brasile (Pra Frente, Brasil), regia di Roberto Farias (1982)
- O Bom Burguês, regia di Oswaldo Caldeira (1983)
- Memórias do Cárcere, regia di Nelson Pereira dos Santos (1984)
- Com Licença, Eu Vou à Luta, regia di Lui Farias (1986)
- Os Fantasmas Trapalhões, regia di J. B. Tanko (1987)
- Dedé Mamata, regia di Rodolfo Brandão e Tereza Gonzalez (1988)

### Televisione
- Coração Delator – serie TV (1953)
- As Professoras – serie TV (1955)
- Grande Teatro Tupi – serie TV, episodio 7x05 (1957)
- Primavera – serie TV (1958)
- Trágica Mentira – serie TV (1959)
- Keine Zeit für Abenteuer – serie TV (1970)
- Brillante (Brilhante) – serial TV (1981)
- Senza scrupoli (Vale tudo) – serial TV (1988)
- Desejo – miniserie TV (1990)